# الجنيه الرمادي
الجنيه الرمادي (بالإنجليزية: Grey Pound)‏ هو مصطلح يُستخدم في المملكة المتحدة في مجال التسويق والبيع بالتجزئة، ويشير المصطلح إلى القدرة الشرائية لكبار السن كمستهلكين. يستخدم المصطلح بشكل متكرر، كتسمية الأفلام التي تستهدف المشاهدين الأكبر سناً. يوجد مصطلح مماثل للمستهلكين المثليين، والمعروف باسم المال الوردي. قُدّرت قيمة الجنيه الرماديّ 215 بليون جنيه إسترليني.